# ペリー・インデックス
ペリー・インデックス（Perry Index）とは、ギリシア語およびラテン語で書かれたイソップ寓話およびイソップ風寓話につけられたベン・エドウィン・ペリーによる整理番号。

## 概要
イソップ（アイソーポス）は紀元前7世紀-6世紀ごろの人物とされるが、イソップが作ったことを実証できる話はひとつもない。中にはアイソーポスよりも古い時代に初出が認められるものも少数ながら存在しているし、初出の記録が残されているのがアイソーポスの時代よりも後、というものもある。伝統的に、イソップ寓話はアルファベット順に並べられることが多かったが、これは読者にとって使いやすいものではない。
ベン・エドウィン・ペリーは、1952年に出版された『アエソピカ』第一部において、彼が「イソップ風の寓話 (Aesopic fables)」と呼ぶ特徴を持つギリシア語・ラテン語テクストを校訂・刊行した。彼はそこで寓話を記録された言語の順（ギリシア語、次いでラテン語）、年代順、典拠順を優先した上でアルファベット順に並べて1から725までの番号を振った。これがペリー・インデックスである。
『アエソピカ』はイソップ寓話の決定版テキストとなり、ペリー・インデックスはその後、他の研究者たちも参照方法として採用した。例えば、ローラ・ギブス (Laura Gibbs) は、このインデックスについて「現在利用できる中で、最も包括的で信頼できるシステム (the most comprehensive and reliable system currently available)」であると述べている。川名澄は、ペリーの校訂本はシャンブリのそれと並んで「研究者必携」であると評した。
ペリー・インデックスの一覧と各話の内容は、ペリーの訳注によるローブ・クラシカルライブラリーの『バブリオスとパエドルス』（1965年）につけられた200ページちかい附録にも載せられていて、容易に参照することができる。

## インデックス
ギリシア語部分の邦題および分類は中務哲郎訳『イソップ寓話集』（岩波文庫1999）に従う。パエドルスについては岩谷智訳『イソップ風寓話集』（国文社1998）によったが、一部は括弧に入れてペリーの題を訳した。それ以外は川名澄訳『新編イソップ寓話』（風媒社）に載せるもののみを記した。

### ギリシア語
- 第一部（1 - 231） - 『アウクスブルク校訂本(校訂本 I)』の寓話

1 鷲と狐
2 鷲と黒丸烏と羊飼
3 鷲とセンチコガネ
4 ナイチンゲールと鷹
5 借金のあるアテナイ人
6 山羊飼と野生の山羊
7 猫のお医者と鶏
8 造船所のイソップ
9 井戸の中の狐と山羊
10 ライオンを見た狐
11 笛を吹く漁師
12 狐と豹
13 石を曳き上げた漁師
14 家柄を競う狐と猿
15 狐と葡萄
16 猫と鶏
17 尻尾のない狐
18 漁師と鰊
19 狐と茨
20 狐と鰐
21 漁師と鮪
22 狐と木樵
23 鶏と山鶉
24 腹のふくれた狐
25 翡翠
26 水を打つ漁師
27 狐とモルモーの面
28 食わせ者
29 炭屋と洗濯屋
30 遭難者とアテナ女神
31 ロマンス・グレーと二人の愛人
32 人殺し
33 法螺吹
34 出来ないことを約束する男
35 人間とサテュロス
36 罰あたり
37 目の見えぬ人
38 農夫と狼
39 燕と鳥たち
40 天文学者
41 仔羊をあやす狐と犬
42 農夫と息子たち
43 水を探す蛙
44 王様を欲しがる蛙
45 牛と車軸
46 北風と太陽
47 内臓を吐く子供
48 ナイチンゲールと蝙蝠
49 仔牛を盗まれた牛飼とライオン
50 鼬とアプロディテ
51 農夫と蛇
52 農夫と犬
53 兄弟喧嘩する農夫の息子
54 蝸牛
55 女主人と召使
56 女魔法使
57 老婆と医者
58 女と雌鶏
59 鼬と鑢
60 老人と死神
61 農夫と運の女神
62 海豚と沙魚
63 弁論家デマデス
64 犬に咬まれた男
65 旅人と熊
66 少年と肉屋
67 旅人と斧
68 敵同士
69 隣同士の蛙
70 樫と葦
71 金のライオンを見つけた臆病者
72 養蜂家
73 海豚と猿
74 水辺の鹿
75 片目の鹿
76 鹿と洞穴のライオン
77 鹿と葡萄
78 船旅をする人々
79 猫と鼠
80 蠅
81 王に選ばれた猿と狐
82 驢馬と雄鶏とライオン
83 踊る猿と駱駝
84 二匹のセンチコガネ
85 仔豚と羊
86 ミルテの繁みの鶫
87 金の卵を産む鵞鳥
88 ヘルメスと彫刻家
89 ヘルメスとテイレシアス
90 蝮と水蛇
91 じゃれつく驢馬と主人
92 二匹の犬
93 蝮と鑢
94 父親と二人娘
96 いばらの藪の中の蛇
97 仔山羊と笛を吹く狼
98 屋根の上の仔山羊と狼
99 神像売り
100 ゼウス、プロメテウス、アテナとモーモス
101 黒丸烏と鳥たち
102 ヘルメスと大地の女神
103 ヘルメスと職人
104 ゼウスとアポロン
105 人間の寿命
106 ゼウスと亀
107 ゼウスと狐
108 ゼウスと人間
109 ゼウスと羞恥心
110 英雄
111 ヘルラクレスとプルトス
112 蟻とセンチコガネ
113 鮪と海豚
114 野辺送りする医者
115 鳥刺と蝮
116 蟹と狐
117 角を欲しがる駱駝
118 海狸
119 野菜に水をやる庭師
120 庭師と犬
121 竪琴弾きの歌手
122 泥棒と雄鶏
123 黒丸烏と烏
124 烏と狐
125 嘴細烏と烏
126 黒丸烏と狐
127 嘴細烏と犬
128 烏と蛇
129 黒丸烏と鳩
130 胃袋と足
131 逃げた黒丸烏
132 ライオンを追う犬
133 肉を運ぶ犬
134 眠る犬と狼
135 腹をすかせた犬
136 犬と兎
137 蚊と牛
138 兎と蛙
139 鴎と鳶
140 恋するライオン
141 ライオンと蛙
142 老いたライオンと狐
143 ライオンと牛
144 閉じこめられたライオンと農夫
145 ライオンと海豚
146 鼠に怯えたライオン
147 ライオンと熊
148 ライオンと兎
149 ライオンと驢馬と狐
150 ライオンと鼠の恩返し
151 一緒に狩をするライオンと驢馬
152 追剥と桑の木
153 狼と羊
154 狼と馬
155 狼と仔羊
156 狼と鷺
157 狼と山羊
158 狼と老婆
159 狼と羊
160 怪我をした狼と羊
161 占い師
162 子供と烏
163 蜜蜂とゼウス
164 托鉢僧
165 鼠と鼬
166 蟻
167 蠅
168 遭難者と海
169 放蕩息子と燕
170 病人と医者
171 蝙蝠と茨と水薙鳥
172 蝙蝠と鼬
173 木樵とヘルメス
174 旅人と運の女神
175 旅人とプラタナス
176 旅人と蝮（農夫と毒蛇）
177 旅人と薪
178 旅人とヘルメス
179 驢馬と庭師
180 塩を運ぶ驢馬
181 驢馬と騾馬
182 神像を運ぶ驢馬
183 野生の驢馬と飼われた驢馬
184 驢馬と蝉
185 ゼウスに訴える驢馬
186 驢馬と驢馬追い
187 狼のお医者
188 ライオンの皮を被った驢馬
189 驢馬と蛙
190 驢馬と烏と狼
191 驢馬と狐とライオン
192 雌鶏と燕
193 猟師と雲雀
194 猟師と鸛
195 駱駝のお目見え
196 蛇と蟹
197 蛇と鼬と鼠
198 踏まれた蛇とゼウス
199 子供と蠍
200 盗みをする子と母親
201 喉の渇いた鳩
202 鳩と嘴細烏
203 猿と漁師
204 金持と皮鞣し屋
205 金持と泣女
206 羊飼と犬
207 羊飼と海
208 羊飼と羊
209 羊飼と狼の仔
210 羊飼の悪戯
211 水浴びをする子供
212 毛を刈られる羊
213 柘榴と林檎と茨
214 土竜
215 雀蜂と山鶉と農夫
216 雀蜂と蛇
217 牡牛と野生の山羊
218 猿の子供
219 孔雀と黒丸烏
220 駱駝と象と猿
221 ゼウスと蛇
222 豚と犬
223 産の軽さを競う豚と犬
224 猪と狐
225 守銭奴
226 亀と兎
227 燕と蛇
228 鵞鳥と鶴
229 燕と嘴細烏
230 亀と鷲
231 蚤と運動選手
- 第二部（232 - 244） - 『校訂本 Ia』の寓話

232 マイアンドロス河畔の狐
233 白鳥と飼主
234 狼と羊飼い
235 蟻と鳩
236 旅人と烏
237 驢馬を買う男
238 猟師と鳩
239 ホルコス
240 プロメテウスと人間
241 蝉と狐
242 ハイエナと狐
243 ハイエナ
244 鸚鵡と鼬
- 第三部（245 - 273） - その他の写本から採られた寓話

245 臆病者と烏
246 呑んだくれと女房
247 旅をするディオゲネス
248 ディオゲネスと禿頭
249 踊る駱駝
250 棒
251 雲雀
252 犬と鶏と狐
253 犬と巻貝
254 犬と肉屋
255 蚊とライオン
256 兎と狐
257 ライオンと狐
258 病気のライオンと狼と狐
259 ライオンとプロメテウスと象
260 自惚れ狼とライオン
261 狼と仔羊
262 木々とオリーブ
263 驢馬と騾馬
264 一緒に旅をする驢馬と犬
265 猟師と山鶉
266 振分け袋
267 羊飼と犬の中で育てられた狼
268 蚯蚓と蛇
269 猪と馬と猟師
270 壁と杭
271 冬と春
272 蚤と人間
273 蚤と牛
- 第四部（274 - 378） - バブリオス起源の寓話

274 善と悪
275 羽根を毟られた鷲
276 射られた鷲
277 ナイチンゲールと燕
278 アテナイ人とテーバイ人
279 山羊と驢馬
280 山羊飼いと山羊
281 タナグラの雄鶏
282 漁師と魚
283 火を運ぶ狐
284 一緒に旅をする人間とライオン
285 神像を叩き潰した男
286 蜘蛛と守宮
287 アラブ人と駱駝
288 熊と狐
289 蛙のお医者
290 牛と肉屋
291 牛追とヘラクレス
292 耕作する牛と驢馬
293 捕まった鼬
294 鶴と孔雀
295 鍬をなくした農夫
296 農夫と助けられた鷲
297 農夫と鶴
298 農夫と椋鳥
299 農夫と木
300 仔牛と畠牛
301 婢とアプロディテ
302 樫の木とゼウス
303 木樵と松
304 樅と茨
305 病気の鹿
306 ヘルメスと蟻に咬まれた男
307 ヘルメスと石工
308 ヘルメス柱像と犬
309 ヘルメスの車とアラブ人
310 閹人と占い師
311 ゼウスと動物と人間
312 ゼウスと善の甕
313 ゼウスの裁き
314 太陽と蛙
315 騾馬
316 ヘラクレスとアテナ
317 藪医者
318 老馬
319 馬と馬丁
320 馬と兵士
321 川を渡る駱駝
322 蟹と母親
323 烏とヘルメス
324 病気の烏
325 雲雀と農夫
326 臆病な猟師
327 海幸山幸
328 宴会に招かれた犬
329 猟犬
330 犬と主人
331 犬と兎
332 鈴をつけた犬
333 兎と狐
334 ライオンの治世
335 ライオンと鷲
336 ライオンと狐と鹿
337 ライオンと狐と猿
338 ライオンと猪
339 ライオンと野生の驢馬
340 ライオンと射手
341 狂えるライオンと仔鹿
342 狼と犬の和解
343 狼と犬の戦争
344 ライオンの中の狼
345 罠の側の狼と狐
346 狼と肥えた犬
347 狼とライオン
348 狼の将軍と驢馬
349 ランプ
350 愛人と亭主
351 仔牛と鹿
352 田舎の鼠と町の鼠
353 鼠と牛
354 鼠と鍛冶屋
355 旅人と真実の女神
356 羊と犬
357 馬を羨む驢馬
358 ライオンの皮を被った驢馬
359 ふざける驢馬
360 茨を食べる驢馬
361 猟師と山鶉と鶏
362 蛇の尻尾と体
363 子供と絵のライオン
364 母猿とゼウス
365 狼を閉じ込めそうになった羊飼
366 狼を育てる羊飼
367 戦争と傲慢
368 川と牛皮
369 薔薇と葉鶏頭
370 喇叭兵
371 蜥蜴と蛇
372 三頭の牛とライオン
373 蟻と蝉
374 山羊と葡萄
375 禿頭の騎手
376 自分を膨らませる蟾蜍
377 燕の自慢と嘴細烏
378 二つの壺
- 第五部（379 - 388） - 『イソップ伝』に見える寓話

379 娘に恋をした男
380 心を放り出した男
381 年老いた農夫と驢馬
382 デルポイ人の先祖
383 二つの道
384 鼠と蛙
385 夢
386 愚かな娘
387 螽斯を捕る男
388 寡婦と農夫
- 第六部（389 - 392） - 偽ドシテオス『ヘルメネウマタ(解釈)』より採られた話

389 鳥を招待する猫
390 嘴細烏と水差
391 船主と船乗
392 病気の驢馬と狼のお医者
- 第七部（393 - 400） - アプトニオスの寓話集より採られた話

393 エチオピア人
394 ライオンの子分の狐
395 蛇と鷲
396 鳶と白鳥
397 鳥刺と蝉
398 烏と白鳥
399 鵞鳥の身代わりになりかけた白鳥
400 蜜蜂と羊飼
- 第八部（401 - 415） - 『シュンティパス集』より採られた話

401 仔馬
402 猟師と馬乗り
403 猟師と犬
404 猟師と狼
405 キュクロプス
406 ライオンの皮を裂く犬
407 狼を追う犬
408 井戸の中の兎と狐
409 檻のライオンと狐
410 若者と老女
411 野生の驢馬と家の驢馬
412 川と海
413 無花果とオリーブ
414 牡牛と母ライオンと猪
415 犬と鍛冶屋
- 第九部（416 - 418） - ビザンツ期の四行詩から採られた話

416 熊と狐とライオンの狩
417 狼教師と鶏
418 駝鳥
- 第十部（419 - 421） - Codex Laurentianus 57.30 から採られた話

419 泥棒と宿屋の主人
420 二人の間男
421 船乗と息子
- 第十一部（422 - 471） - ギリシャ作家の作品から抽出された話

422 鷲は人間であった
423 イソップと牝犬
424 コリントス人に語るイソップ
425 漁師と蛸
426 狐と鶴
427 狐と針鼠
428 シュバリスの男
429 波を数える男
430 人類の創造
431 人間の饒舌さ
432 アポロンとムーサイとドリュアデス
433 アプロディテと商人
434 鷲に乗った鷦鷯
435 黒い鼬
436 キュベレの祭司とライオン
437 梟と鳥たち
438 シュバリスの女
439 月桂樹とオリーブ
440 逃亡奴隷
441 祭日と後の祭
442 赤面の起源
443 青鷺と鵟
444 人間世界のエロース
445 快と苦
446 郭公と小鳥
447 父親を埋葬する雲雀
448 犬の音楽家
449 犬の家
450 ライオンと兎
451 羊の皮を着た狼
452 狼と驢馬の裁き
453 狼と羊飼
454 鼠と牡蠣
455 モーモスとアプロディテ
456 愚か者と篩
457 若者と暴れ馬
458 驢馬とカラカラ蛇
459 驢馬の覗き
460 驢馬の蔭
461 目と口
462 悲嘆の持前
463 猿の踊り子
464 猿の町造り
465 羊飼と肉屋
466 ポロスとペニアー
467 サテュロスと火
468 月と母親
469 ライオンに欺かれた牛
470 蝉
471 虱と農夫

### ラテン語
- パエドルスおよび散文パラフレーズから採られた寓話 (472-579)

472 高慢ちきなカラスとクジャク
473 ウサギに講釈するスズメ
474 サルに裁かれるオオカミとキツネ
475 医者になった靴屋
476 ロバと羊飼いの爺さん
477 ヒツジとシカとオオカミ
478 ヒツジとイヌとオオカミ
479 おなかの大きな女
480 おなかの大きなイヌ
481 おいぼれのライオンとイノシシとウシとロバ
482 イヌとワニ
483 イヌと宝物とハゲタカ
484 陽物を伸ばしてイノシシを嘲笑うロバ
485 牡ウシの喧嘩におびえるカエルたち
486 トンビとハト
487 ウシとライオンと泥棒
488 ワシとネコとイノシシ
489 ティベリウス・カエサルと召使い
490 ワシとカラス
491 二頭のラバと泥棒
492 シカとウシ
493 酒壺と老婆
494 ヒョウと羊飼い
495 アエソプスと牧場主
496 肉屋とサル
497 アエソプスとずうずうしい男
498 アブとラバ
499 姉と弟
500 ソクラテスと「友人」
501 信じるべきか信じざるべきか
502 陰萎の男と悪党
503 ニワトリの雛と真珠
504 働きバチと雄バチの裁判をするスズメバチ
505 ゆとりと緊張
506 イヌと仔ヒツジ
507 セミとフクロウ
508 神々の贔屓の木
509 声の不満をユノに訴えるクジャク
510 やじ馬とアエソプス
511 作者（ペリーの題は「イタチとネズミ」）
512 謎の遺言
513 泥棒とランプ
514 王様になったライオン
515 プロメテウス
516 髭の生えた牝ヤギ
517 ユッピテルに使者を送るイヌ
518 キツネと大蛇
519 シモニデス
520 大山鳴動して
521 アリとハエ
522 シモニデスが神々のおかげで命びろいした話
523 デメトリウス王と詩人メナンデル
524 ふたりの兵士と泥棒
525 禿げとアブ
526 ロバと仔ブタ
527 道化師と田舎者
528 ふたりの禿げ
529 「殊勲」という名の笛吹き
530 「時」の姿
531 牡ウシと仔ウシ
532 老犬と狩人
533 サルとキツネ
534 メルクリウスとふたりの女
535 プロメテウスと「偽瞞」
536 作者（ペリーの題は「アポロの神託」）
537 アエソプスとひとりの作家
538 ポンペイウスと兵士
539 ユノとウェヌスとメンドリ
540 若いウシと年寄りのウシ
541 アエソプスと格闘競技の勝利者
542 ロバと竪琴
543 後家と兵士
544 ふたりの求婚者
545 アエソプスと女主人
546 オンドリと駕籠かきのネコ
547 お産をする母ブタとオオカミ
548 アエソプスと逃げだした奴隷
549 戦車競技のウマ
550 腹を空かせたクマ
551 旅人とカラス
552 ヘビとトカゲ
553 カラスとヒツジ
554 ソクラテスと役立たずの召使い
555 娼婦と若者
556 チョウチョウとスズメバチ
557 ツチヒバリとキツネ
558 オンドリとタカ
559 カタツムリと鏡
560 （禿げと庭師）
561 （フクロウとネコとネズミ）
562 ウズラとキツネ
563 ライオンと羊飼い
564ブヨと牡ウシ
565 尊大なウマ
566 コウモリ
567 サヨナキドリとタカ
568 やきもち焼きのキツネとオオカミ
569 サルの王様
570 ガチョウとツル
571 親切なウマ
572 仔ヤギとオオカミ
573 飼いヘビ
574 （ワシとトビ）
575 去勢ヒツジと肉屋
576 鳥刺しと鳥
577 （カラスと鳥の宴会）
578 （ウマとライオンとヤギ）
579 剣と通行人
- アウィアヌス（英語版）起源の寓話 (580-584)
- パウルス・ディアコヌス(585-587)
- オドー・オブ・シェリトン (Odo of Cheriton) [13]『寓話集Fabulae)』[14]から抽出した寓話 (588-643)

614 鼠の会議
- John of Schepeyの作品 (644-645)
- 起源不明の韻文の寓話 (646-647)
- Alexander Neckamの寓話 (648)
- 大英博物館649のMs. Add. 11619の押韻詩中の寓話 (649)
- フランス国立図書館のMss 374bおよび374cの「Roberts' Romulus」の名で知られるコレクション中の寓話 (650-659)
- ラウレンティウス・ヴァラあるいはヴァレンシス（Laurentius Valla, Vallensis)『イソップ物語 Facetiae morales alias Aesopus graecus』[15](660-692)
- シュタインヘーヴェル編イソップ集より、選外寓話集抄[16]:154-155[13](693-707)

702 飼葉桶のなかの犬
- ベルン写本の寓話（708-719）
- Andreas　Hondorf『Promptuarium Exemplorum』(720)
- Laurentius Abstemiusおよびポッジョ・ブラッチョリーニの寓話 (0721-725)

721 粉屋と息子とロバ